# اللصبة (المضاربة والعارة)

تعديل مصدري - تعديل

اللصبة هي إحدى قرى عزلة المضاربة بمديرية المضاربة والعارة التابعة لمحافظة لحج، بلغ تعداد سكانها 166 نسمة حسب تعداد اليمن لعام 2004.